# Oenochroma pallida
Oenochroma pallida är en fjärilsart som beskrevs av W. Warren 1898. Oenochroma pallida ingår i släktet Oenochroma och familjen mätare. Inga underarter finns listade i Catalogue of Life.